# Gérard Bonnet (psychanalyste)
Pour les articles homonymes, voir Gérard Bonnet et Bonnet.
Gérard Bonnet, né le 10 janvier 1934 à Lille, est un psychanalyste, aujourd'hui membre honoraire de l'Association psychanalytique de France. Il est aussi cofondateur et directeur de l'École de propédeutique à la connaissance de l'inconscient (E.P.C.I).

## Biographie
Gérard Bonnet est docteur en psychologie et en psychanalyse après la soutenance d'une thèse intitulée « Le couple voyeur-exhibitionniste en psychanalyse » à l'université Paris-VII en 1975, sous la direction de Jean Laplanche.
Il est psychanalyste, membre de l’École freudienne de Paris de 1968 à 1980, puis à partir de 1980, il est membre, puis membre honoraire de l’Association psychanalytique de France et de l’Association psychanalytique internationale. Il est secrétaire de rédaction de la revue Psychanalyse à l'université de 1975 à 1995.
En 1975, il est nommé chargé de cours et devient membre du laboratoire de recherches en psychopathologie psychanalyse de l'UER des sciences humaines cliniques de l’université Paris-VII.

## Activités de recherche et d'enseignement
Les activités de recherche de Gérard Bonnet touchent à plusieurs domaines de la psychopathologie, reliés à son expérience clinique, dont ceux de la criminalité (Psychanalyse d'un meurtrier. Le Remords) et de l'étude de « l'exhibitionnisme pornographique » actuel quant à ses risques pour les enfants et les adolescents au moment du « passage de la sexualité infantile à la sexualité adulte » (Défi à la pudeur. Quand la pornographie devient l'initiation sexuelle des jeunes). Il s'intéresse également à la dimension inconsciente du voir, à l’autoanalyse et aux idéaux.
En 1985, il crée avec Odile Lesourne et Gérard Sévérin l'« École de propédeutique à la connaissance de l'inconscient » (EPCI), dont il est directeur.

## Publications
Depuis 2015, Gérard Bonnet est directeur de la collection « Psy pour tous » aux éditions In Press.

### Ouvrages
- Voir - Être vu. Figures de l'exhibitionnisme aujourd’hui, PUF, 2005
- Les voies d'accès de l'inconscient, Éditions Universitaires 1987
- Le transfert dans la clinique psychanalytique, PUF 1991
- "La violence du voir", PUF, 2001
- Les mots pour guérir, Payot, 1999, rééd. 2011
- Le remords, psychanalyse d'un meurtrier, PUF 2000, Payot 2004
- L'irrésistible pouvoir du sexe, Payot 2001, poche
- Les perversions sexuelles, Que sais-je, PUF, 1983, 6e édition 2015[7]
- Défi à la pudeur, Albin Michel, 2003
- Symptôme et conversion, PUF, 2004.
- Comment peut-on être psychanalyste, L'Esprit du temps, 2005
- L'autoanalyse, PUF, 2006, coll. « Que sais-je », 4e édition 2018
- La perversion, se venger pour survivre, PUF, 2008
- Les idéaux fondamentaux, PUF, 2010
- Soif d'idéal, les valeurs d'aujourd'hui, Editions Philippe Duval, 2012
- La tyrannie du paraître, Eyrolles, 2013
- L'angoisse : l'accueillir, la transformer, In-Press, 2015.
- La vengeance, l'inconscient à l'œuvre, In Press, 2015
- Le désir (collectif), In Press, 2016
- Le narcissisme, In Press, 2016
- L'auto-psychanalyse, In Press, 2016
- Interdits et limites (collectif), In Press, 2017
- L'idéal, la force qui nous gouverne, In Press, 2017
- Plaisir et jouissance, les deux sources de la vie psychique, In Press, 2018
- Le rêve, son interprétation (collectif), coll. « Psy pour tous », Paris, In Press, 2018  (ISBN 978-2-84835-491-0)
- Deuil et séparation, la mort a-t-elle de l'avenir ? (collectif), coll. « Psy pour tous », Paris, In Press, 2019  (ISBN 978-2-84835-547-4)
- Vieillir, un retour d'idéal, préface de Marie-Françoise Fuchs, coll. « OLD'UP », Paris, In Press, 2020  (ISBN 978-2-84835-576-4)
- Le transfert, fer de lance de la psychanalyse, coll. « Psy pour tous », Paris, In Press, 2020  (ISBN 978-2-84835-589-4)
- Comment peut-on être pervers ? Inceste, viol, pédophilie, coll. « Psy pour tous », Paris, In Press, 2021

### Articles
- « Les comportements sexuels », Encyclopédie Medico-chirurgicale, 37390, A-10.
- « Regarder, contempler, s'abîmer. Trois conceptions du voir en psychanalyse », Psychanalyse à l'université, n°50, avril 1988, p. 181-232
- « Le bel adolescent ou l'adolescence de la beauté », Adolescence, 1997, 1, p. 63-81
- « De l'auto-analyse de Freud à la clinique des adolescents », Adolescence, n°42, 2002, p. 697-728.
- Dans Dictionnaire international de la psychanalyse (Dir.: Alain de Mijolla), Calmann-Lévy, Paris, 2002, version revue et corrigée, Poche Hachette Pluriel, 2005 :
  - « compulsion (ou contrainte) », 2005, p. 359-361
  - « désir (ou souhait) », 2005, p. 456-457
  - « Fort-da », 2005, p. 656-657
  - « répétition », 2005, p. 1518-1520
  - « répétition (compulsion de- ou contrainte de-) », 2005, p. 1520-1522